# ヘル (ミシガン州)
ヘル（ミシガン州）とは、アメリカ合衆国、ミシガン州、リビングストン郡、プトナム・タウンシップにある、人口266人の集落である。北緯42度26分05秒 西経83度59分06秒 / 北緯42.43472度 西経83.98500度に位置しており、郵便番号は48169である。ヘル(Hell)とは、英語で地獄を意味し、その一風変わった名前によって知られている。

## 名前の由来
この集落の半公式ウェブサイトによると、集落の名前の由来には２つの説がある。
ひとつは、1830年代に、ドイツ人の旅行者たちが、天気の良い午後に、乗合馬車から降り立ったときに、"So schön und hell!"（とても美しくて明るい所だ。）という会話を交わしたのを地元の人が聞き、それが名前になったという説である。
もうひとつは、ミシガンが準州から、州へ昇格した後に、集落の中心的な人物である、ジョージ・リーヴスへ「集落の名前はどうしようか？」と聞いたところ、「私は、たとえ地獄という名前でもどうでもよい。("I don't care, you can name it Hell for all I care.")」といったので、その地獄（ヘル）が正式な名前になったという説である。
この名称は、1841年10月13日に正式に決定された。

## その他
- ヘルには、簡易郵便局(Postal Substation)が、商店と一緒に設置されている。ここから、送られる郵便物には、「地獄より」(From Hell)という消印が押されるため、切手コレクターの間などで人気である。また、4月中旬に、米国国税庁(IRS)へ確定申告の書類を送るときに、IRSへの恨みを込めて、わざわざヘルから送る人もいる。

- 毎年、8月には、ヘル主催の、「地獄を走り抜けよう・10マイル・4.8マイル・レース」("Run Thru Hell 10 mile and 4.8 mile race")というマラソン・レースがある。参加者は、「私は地獄を走り抜けた」(I Ran Thru Hell)と書いてあるTシャツが貰える。

- ヘルには、完全に非公認のダムネイション大学があり、どんな分野でもお金を払えば卒業証書を発行してくれる。